# Ainhoa Tirapu de Goñi
Ainhoa Tirapu de Goñi (Pamplona, Navarra, 4 de setembre de 1984) és una exportera de futbol navarresa.
Començà a practicar el futbol amb deu anys a la Societat Esportiva Lagunak, amb el qual debutà a la Superlliga espanyola la temporada 2002-03. Dos anys després jugà al Club de Fútbol Puebla de Badajoz. La temporada 2005-06 fitxà per l'Athletic Club de Bilbao amb el qual guanyà dos títols de Lliga (2006-07 i 2015-16) i on arribà a ser-ne la capitana. Internacional amb la selecció espanyola femenina de futbol en quaranta-sis ocasions entre 2007 i 2015, participà a l'Eurocopa de 2013 i al Campionat del Món de 2015. Al final de la temporada 2019-20 es retirà esportivament després d'haver jugat 358 partits amb el club basc, essent la quarta futbolista amb més partits disputats a l'entitat. Fou internacional amb selecció femenina de futbol del País Basc en cinc ocasions entre 2006 i 2017.
Llicenciada en química, fou vicepresidenta de l'Associació de Futbol Femení i exercí de portaveu de les futbolistes a la taula de negociació del primer acord a què arribà el futbol femení. També presentà la seva candidatura per presidir la Lliga Femenina Professional de Futbol, que posteriorment retirà per manca de suports. Ha sigut comentaria del canal GOL i publicà el seu primer llibre, Bizitza eskukadaka, on relata les seves vivències en el món del futbol.